# Voslapper Groden-Nord
Voslapper Groden-Nord este o arie protejată (arie de protecție specială avifaunistică — SPA) din Germania întinsă pe o suprafață de 258 ha, integral pe uscat.

## Localizare
Centrul sitului Voslapper Groden-Nord este situat la coordonatele 53°37′13″N 8°05′02″E / 53.6203°N 8.0839°E.

## Înființare
Situl Voslapper Groden-Nord a fost declarat arie de protecție specială avifaunistică în aprilie 2007 pentru a proteja 18 specii de animale.

## Biodiversitate
Situată în ecoregiunea atlantică, aria protejată nu include niciun habitat protejat.
La baza desemnării sitului se află mai multe specii protejate de  păsări (18): lăcar-de-rogoz (Acrocephalus schoenobaenus), lăcar-de-lac (Acrocephalus scirpaceus), ciocârlie-de-câmp (Alauda arvensis), rață cârâitoare (Anas querquedula), Anas strepera strepera, buhai de baltă (Botaurus stellaris stellaris), erete de stuf (Circus aeruginosus), prepeliță (Coturnix coturnix), cristeiul de câmp (Crex crex), grelușel-de-zăvoi (Locustella luscinioides), Locustella naevia, Luscinia svecica cyanecula, pițigoi de stuf (Panurus biarmicus), cresteț pestriț (Porzana porzana), Rallus aquaticus aquaticus, Tachybaptus ruficollis ruficollis, fluierarul cu picioare roșii (Tringa totanus), nagâț (Vanellus vanellus).